# Sint-Martinuswijk
De Sint-Martinuswijk, ook Hollandsveld genaamd, is een wijk van Hasselt. De wijk telde 2.632 inwoners in 2019.
De wijk, die vanaf de jaren '50 van de 20e eeuw werd ontwikkeld, bevindt zich ten zuidoosten van de stadskern, maar binnen de ringweg. Voorts wordt ze ingesloten door spoorlijn 34 van Hasselt naar Luik en spoorlijn 21 naar Landen. Voorts loopt de Luikersteenweg door deze wijk.
De wijk is vernoemd naar een veldnaam, en ook lag er het landgoed 't Holland. Op deze plaats ligt tegenwoordig het Salvatorziekenhuis. Voordat de wijk gebouwd werd bevonden zich in dit gebied slechts enkele boerderijen.
Kort na 1950 werd een parochie in deze wijk opgericht. Voordien kerkten de katholieken in de Sint-Quintinuskathedraal te Hasselt. In 1967 werd de modernistische Sint-Martinuskerk aan de Hollandsveldlaan in gebruik genomen, waarin 500 gelovigen kunnen plaats nemen. 

## Externe bronnen
- Hasel
- Sint-Martinuskerk

Deelgemeenten: Guigoven · Hasselt · Kermt · Kortessem · Kuringen · Sint-Lambrechts-Herk · Spalbeek · Stevoort · Stokrooie · Wimmertingen · Vliermaal · Vliermaalroot · Wintershoven

Stadsdelen: Banneuxwijk · Heilig-Hartwijk · Kapermolen · Runkst · Sint-Catharinawijk · Sint-Martinuswijk

Overige plaatsen: Godsheide · Heide  · Kanaalkom · Kiewit · Overdemer · Rapertingen · Schimpen  · Tuilt

Belgische gemeenten · Arrondissement Hasselt · Limburg · Vlaanderen